# BlizzCon 2018
BlizzCon 2018 — двенадцатая выставка BlizzCon, организованная компанией Blizzard Entertainment и проведённая 2—3 ноября 2018 года в Anaheim Convention Center. На выставке были анонсированы игры Warcraft III: Reforged и Diablo Immortal, а также дополнение Hearthstone: Rastakhan’s Rumble. Кроме того, в рамках выставки прошли киберспортивные мероприятия по Hearthstone, Heroes of the Storm, Overwatch, StarCraft II и World of Warcraft, а также шоуматч по StarCraft: Remastered.

## Шоу
Выставка BlizzCon 2018 прошла 2—3 ноября 2018 года в Anaheim Convention Center. К BlizzCon была приурочена раздача ПК-версии Destiny 2: цена на игру в сервисе Battle.net была временно опущена до нуля, и все игроки, успевшие её скачать до 18 ноября, получали базовую версию игры навсегда. Также на пре-шоу было объявлено о выпуске злаковых колечек Lucio-Ohs в сотрудничестве с компанией Kellogg's. Церемония открытия началась с речи Майка Морхейма, сооснователя и бессменного лидера Blizzard Entertainment, который ранее объявлял об уходе из компании. Майк произнёс вступительное слово и пригласил на сцену Джей Аллен Брэка, нового главу Blizzard.
В рамках церемонии был анонсирован Warcraft III: Reforged — ремейк Warcraft III и его дополнения The Frozen Throne, сохраняющий геймплей оригинальных игр, но включающий обновлённую графику и интерфейс, новую систему для рейтингового режима и улучшенный редактор карт. Примерной датой выпуска Reforged был назван 2019 год.
Другой анонсированной игрой стала мобильная игра Diablo Immortal, разработанная в сотрудничестве с китайской студией NetEase. Сюжет игры разворачивается между Diablo II и Diablo III; было объявлено, что на старте в игре будет шесть классов: варвар, монах, чародей, крестоносец, охотник на демонов и некромант.
Была показана новая короткометражка «Встреча старых друзей» по мотивам Overwatch, в рамках которой был представлен был представлен 29-й герой шутера — девушка по имени Эш. Среди арсенала Эш — дальнобойная винтовка, динамит, робот-компаньон Боб и возможность подпрыгивать выше с помощью выстрела из обреза.
Для Heroes of the Storm был анонсирован новый герой — Орфея, которая ранее фигурировала в комиксе, посвящённом событию «Падение Королевской гряды». Орфея стала первым героем HotS, разработанным специально для игры, а не перенесённым из другой франшизы.
Для Hearthstone было анонсировано дополнение «Растахановы игрища», посвящённое расе троллей из World of Warcraft, включающее новое ключевое слово «Сверхурон», ряд новых классов, 135 новых карт и однопользовательский режим «Игрища». Выпуск дополнения был назначен на 4 декабря 2022 года.
Для StarCraft II был анонсирован новый командир совместного режима — Зератул, ключевой механикой которого является сбор артефактов, увеличивающих боеспособность его армии и позволяющих настраивать верхнюю панель умений. Кроме того, было объявлено об интеграции боевого пропуска War Chest в Twitch, благодаря которому игроки могли зарабатывать опыт, смотря трансляции по StarCraft II.
Посетители выставки и владельцы виртуальных билетов могли ознакомиться с демо-версией World of Warcraft Classic — переизданием World of Warcraft версии 1.12, последней версией перед выпуском первого дополнения, Burning Crusade. Было объявлено, что WoW Classic выйдет летом 2019 года и будет включён в стандартную подписку World of Warcraft. Кроме того, был показан новый трейлер Battle for Azeroth.
На церемонии закрытия выступили Train, Кристиан Нэрн и Линдси Стирлинг. Выставку посетило более 40 000 зрителей.

## Киберспорт

### Hearthstone Global Games
На BlizzCon 2018 прошли 8 лучших команд по Hearthstone, из которых победителем вышла сборная Китая, состоящая из Гао «Leaoh» Яна, Чжэн «OmegaZero» Лина, Чжан «YouLove» Личеня и Хе «Trunks» Хуана, обыгравшая в финале сборную Бразилии со счётом 3-0.

### Heroes of the Storm Global Championship
На 2018 Heroes of the Storm Global Championship победу одержала корейская команда Gen.G, обыгравшая Team Dignitas со счётом 3-0.

### Overwatch World Cup
Финал 2018 Overwatch World Cup прошёл на BlizzCon 2018. Чемпионом стала сборная Южной Кореи, обыгравшая в финале сборную Китая со счётом 4-0 на картах Илиос, Королевская трасса, Храм Анубиса и Пост наблюдения: Гибралтар. В матче за третье место выиграла Канада, обыграв сборную Великобритании со счётом 3-2. Для Южной Кореи победа на 2018 Overwatch World Cup стала третьим чемпионством подряд — ранее она уже одерживала победы на 2016 Overwatch World Cup и 2017 Overwatch World Cup.
Корейский игрок поддержки Пан «JJonak» Сон Хён по результатам зрительского голосования получил награду «Overwatch World Cup MVP».

### StarCraft: Remastered Show Match: KSL vs. ASL
В рамках BlizzCon 2018 был проведён шоуматч между терраном Ким «Last» Сон Хёном, чемпионом первого сезона Korea StarCraft League, и протоссом Чжон «Rain» Юн Чжоном, чемпионом пятого сезона AfreecaTV StarCraft League. Победителем противостояния вышел Rain, обыгравший оппонента со счётом 3-1.

### StarCraft II World Championship Series
По итогам основной стадии 2018 StarCraft II World Championship Series чемпионом мира стал Йоона «Serral» Сотала, обыгравший в финале Ким «Stats» Дэ Ёпа со счётом 4-2. Йоона Сотала стал первым некорейцем, признанным чемпионом мира, за почти 20-летнюю киберспортивную историю игр серии StarCraft.

### World of Warcraft Arena World Championship
2018 World of Warcraft Arena Championship закончился победой североамериканской команды Method Orange, обыгравшей в финале другую североамериканскую команду, The Gosu Crew.

### World of Warcraft Mythic Dungeon Invitational All-Stars
На 2018 World of Warcraft Mythic Dungeon Invitational All-Stars были приглашены 4 лучшие команды по итогам World of Warcraft Mythic Dungeon Invitational (MDI) Global Finals. Победителем стала австралийская команда Free Marshy.